# How You Remind Me
"How You Remind Me" là một bài hát của ban nhạc rock Canada Nickelback nằm trong album phòng thu thứ ba của họ, Silver Side Up (2001). Nó được phát hành vào ngày 21 tháng 8 năm 2001 như là đĩa đơn đầu tiên trích từ album bởi Roadrunner Records. Bài hát được viết lời và sản xuất bởi những thành viên của Nickelback (Chad Kroeger, Mike Kroeger, Ryan Peake và Ryan Vikedal), với sự tham gia hỗ trợ sản xuất từ Rick Parashar, và là một trong những sự lựa chọn cuối cùng cho Silver Side Up. Đây là một bản post-grunge mang nội dung đề cập đến một người đàn ông đang gợi nhớ về người bạn gái cũ của mình, với cảm hứng được lấy từ mối quan hệ tình cảm của giọng ca chính Chad Kroeger.
Sau khi phát hành, "How You Remind Me" nhận được những phản ứng tích cực từ các nhà phê bình âm nhạc, trong đó họ đánh giá cao quá trình sản xuất của nó. Bài hát còn gặt hái nhiều giải thưởng và đề cử tại những lễ trao giải lớn, bao gồm chiến thắng bốn hạng mục tại giải thưởng âm nhạc Billboard năm 2002 và nhận được một đề cử giải Grammy cho Thu âm của năm tại lễ trao giải thường niên lần thứ 45. "How You Remind Me" cũng gặt hái những thành công vượt trội về mặt thương mại, đứng đầu các bảng xếp hạng ở Áo, Đan Mạch và Ireland, và lọt vào top 10 ở hầu hết những thị trường nó xuất hiện, bao gồm vươn đến top 5 ở Úc, Bỉ, Đức, New Zealand, Na Uy, Thụy Điển, Thụy Sĩ và Vương quốc Anh. Tại Hoa Kỳ, bài hát đạt vị trí số một trên bảng xếp hạng Billboard Hot 100 trong bốn tuần liên tiếp, trở thành đĩa đơn quán quân đầu tiên trong sự nghiệp của Nickelback, và là một trong những bài hát được phát sóng nhiều nhất trên sóng phát thanh của thập niên tại đây.
Video ca nhạc cho "How You Remind Me" được đạo diễn bởi Brothers Strause, trong đó Chad Kroeger hóa thân thành một người đàn ông bị ám ảnh bởi người bạn gái cũ của anh (do người mẫu Annie Henley thủ vai) và mong muốn quay lại với cô khi cả hai gặp nhau, nhưng vẫn bị từ chối. Một phiên bản khác của video cũng được phát hành, bao gồm những hình ảnh từ nhiều buổi diễn của họ và những thước phim tư liệu về chuyến lưu diễn của nhóm. Để quảng bá bài hát, Nickelback đã trình diễn "How You Remind Me" trên nhiều chương trình truyền hình và lễ trao giải lớn, bao gồm The Tonight Show with Jay Leno, Top of the Pops, giải Juno năm 2002 và trong tất cả những chuyến lưu diễn trong sự nghiệp của họ. Được ghi nhận là bài hát trứ danh trong sự nghiệp của nhóm, bài hát đã được hát lại và sử dụng làm nhạc mẫu bởi nhiều nghệ sĩ, bao gồm 50 Cent, Sum 41 cũng như Avril Lavigne vào năm 2012 cho bộ phim hoạt hình One Piece Film: Z.

## Danh sách bài hát
| Đĩa CD tại châu Âu 1. "How You Remind Me" - 3:45 2. "How You Remind Me" (bản acoustic) - 3:28 3. "Little Friend" - 3:48 Đĩa CD maxi tại châu Âu 1. "How You Remind Me" (Gold phối) — 3:43 2. "How You Remind Me" (bản album) — 3:43 3. "How You Remind Me" (bản acoustic) - 3:28 4. "How You Remind Me" (video ca nhạc) - 3:47 | Đĩa CD tại Anh quốc 1. "How You Remind Me" (bản album) — 3:43 2. "How You Remind Me" (bản acoustic) - 3:28 3. "Learn The Hard Way" - 2:54 4. "How You Remind Me" (video ca nhạc) - 3:47 Đĩa CD maxi tại Hoa Kỳ 1. "How You Remind Me" - 3:45 2. "Leader Of Men" (bản acoustic) - 3:30 |

## Xếp hạng
| Bảng xếp hạng (2001-05)              | Vị trí cao nhất |
| ------------------------------------ | --------------- |
| Úc (ARIA)                            | 2               |
| Áo (Ö3 Austria Top 40)               | 1               |
| Bỉ (Ultratop 50 Flanders)            | 2               |
| Bỉ (Ultratop 50 Wallonia)            | 4               |
| Brazil (ABPD)                        | 3               |
| Đan Mạch (Tracklisten)               | 1               |
| Châu Âu (European Hot 100 Singles)   | 2               |
| Phần Lan (Suomen virallinen lista)   | 18              |
| Pháp (SNEP)                          | 11              |
| Đức (Official German Charts)         | 3               |
| Ireland (IRMA)                       | 1               |
| Ý (FIMI)                             | 14              |
| Hà Lan (Dutch Top 40)                | 7               |
| Hà Lan (Single Top 100)              | 17              |
| New Zealand (Recorded Music NZ)      | 4               |
| Na Uy (VG-lista)                     | 4               |
| Scotland (OCC)                       | 4               |
| Thụy Điển (Sverigetopplistan)        | 4               |
| Thụy Sĩ (Schweizer Hitparade)        | 3               |
| Anh Quốc (OCC)                       | 4               |
| Hoa Kỳ Billboard Hot 100             | 1               |
| Hoa Kỳ Adult Pop Airplay (Billboard) | 2               |
| Hoa Kỳ Alternative Songs (Billboard) | 1               |
| Hoa Kỳ Mainstream Rock (Billboard)   | 1               |
| Hoa Kỳ Pop Airplay (Billboard)       | 1               |

| Bảng xếp hạng            | Vị trí |
| ------------------------ | ------ |
| US Billboard Hot 100     | 42     |
| US Pop Songs (Billboard) | 5      |

| Bảng xếp hạng (2001)                  | Vị trí |
| ------------------------------------- | ------ |
| Australia (ARIA)                      | 18     |
| Netherlands (Dutch Top 40)            | 87     |
| US Mainstream Rock Tracks (Billboard) | 9      |
| US Modern Rock Tracks (Billboard)     | 13     |
| Bảng xếp hạng (2002)                  | Vị trí |
| Australia (ARIA)                      | 48     |
| Austria (Ö3 Austria Top 40)           | 6      |
| Belgium (Ultratop 50 Flanders)        | 17     |
| Belgium (Ultratop 40 Wallonia)        | 56     |
| Denmark (Tracklisten)                 | 13     |
| Europe (European Hot 100 Singles)     | 4      |
| France (SNEP)                         | 98     |
| Germany (Official German Charts)      | 13     |
| Ireland (IRMA)                        | 8      |
| Netherlands (Dutch Top 40)            | 16     |
| Netherlands (Single Top 100)          | 69     |
| New Zealand (Recorded Music NZ)       | 31     |
| Norway Winter Period (VG-lista)       | 11     |
| Sweden (Sverigetopplistan)            | 9      |
| Switzerland (Schweizer Hitparade)     | 13     |
| UK Singles (Official Charts Company)  | 12     |
| US Billboard Hot 100                  | 1      |
| US Adult Top 40 (Billboard)           | 2      |
| US Mainstream Rock Tracks (Billboard) | 6      |
| US Modern Rock Tracks (Billboard)     | 16     |

| Bảng xếp hạng (2000-09)          | Vị trí |
| -------------------------------- | ------ |
| Australia (ARIA)                 | 68     |
| Netherlands (Dutch Top 40)       | 30     |
| US Billboard Hot 100             | 4      |
| US Adult Top 40 (Billboard)      | 17     |
| US Alternative Songs (Billboard) | 4      |
| US Pop Songs (Billboard)         | 3      |
| US Rock Songs (Billboard)        | 1      |

## Chứng nhận
| Quốc gia | Chứng nhận  | Số đơn vị/doanh số chứng nhận |
| --- | ----------- | ----------------------------- |
| Úc (ARIA) | 3× Bạch kim | 210.000^                      |
| Áo (IFPI Áo) | Vàng        | 20.000*                       |
| Bỉ (BEA) | Vàng        | 25.000*                       |
| Pháp (SNEP) | Vàng        | 250.000*                      |
| Đức (BVMI) | Vàng        | 250.000^                      |
| Ý (FIMI) | Vàng        | 25,000‡                       |
| Thụy Điển (GLF) | Bạch kim    | 30.000^                       |
| Thụy Sĩ (IFPI) | Vàng        | 20.000^                       |
| Anh Quốc (BPI) | Bạch kim    | 600.000^                      |
| Hoa Kỳ (RIAA) | Vàng        | 500.000^                      |
| * Chứng nhận dựa theo doanh số tiêu thụ. ^ Chứng nhận dựa theo doanh số nhập hàng. ‡ Chứng nhận dựa theo doanh số tiêu thụ và phát trực tuyến. |             |                               |